# 大江山鉱山
大江山鉱山（おおえやまこうざん）は京都府与謝郡与謝野町（旧加悦町）の大江山北西山麓で採掘が行われていたニッケル鉱山である。

## 概要
大江山一帯は主に超塩基性岩である蛇紋岩からなり、この少量のニッケルを含む蛇紋岩の風化によりニッケル分が濃縮され二次的に生成した珪ニッケル鉱などのニッケル鉱物を含む含ニッケル粘土が分布している。
太平洋戦争勃発の前から日本では軍需物資として重要品目の一つであるニッケルの国産化が目標に掲げられ、開発が行われ終戦頃まで採掘されていた。

## 歴史

### 背景
太平洋戦争が迫りくるなかで、日本政府と軍部は各種の鉱産物の不足に直面し、国産化を促進する努力を始めた。そうした鉱産物の一つがニッケルで、その国産化にもっとも興味をもった企業の一つが後の日本冶金工業となる当時の日本火薬工業（日本火工）だった。同社は海軍向けの火薬の製造会社だったが、さらに軽合金や特殊鋼の国産化をめざしていた。

### 開発
1934年（昭和9年）に日本火工は兵庫県、京都府、福井県に見られた蛇紋岩地帯の調査を行い、結果としてもっとも有望な地域は京都府与謝郡与謝村（当時。現在の与謝野町与謝地区）を中心とする大江山連峰であることを知った。貧鉱ながらも鉱量は無尽蔵であり、同年中に子会社として大江山ニッケル工業（株）を設立し、鉱業権を取得、調査を継続した。大江山鉱山などからの鉱石をもとに試験製錬を繰り返したが、鉱石に含まれるニッケルの含有量が 0.4〜0.7% と低すぎたため、当初の目的だった純粋のニッケルにまで精錬することはできないままだった。しかし1938年（昭和13年）になり、ドイツのクルップ社から貧鉱処理に適した技術として「クルップ・レン法」が導入されることになった。この方法では純粋のニッケルを製造することはできないが、フェロニッケルを粒鉄状（ルッペ）にして回収することができた。フェロニッケルは特殊鋼、ステンレス鋼、高速度鋼などの製造には十分であり、日本火工ではクルップ・レン法を採用してフェロニッケルの製造をめざすことにした。
大江山鉱山から採掘されたニッケル鉱石はトラックと貨車輸送で石川県鹿島郡西湊村字津向（現在の石川県七尾市津向町）にあった七尾セメントへ送られ、そこでセメント製造用のロータリーキルンで製錬のための工業試験を繰り返し、1940年（昭和15年）3月になってルッペ製錬に成功し、本格的な製造を開始した。さらにこの結果に基づき、政府と陸軍の援助を受け、大江山鉱山から11キロしか離れていない与謝郡吉津村（当時。現在の京都府宮津市）に専用のニッケル製錬施設、岩滝製錬所を建設することになった。この製錬所は鉱山から遠くないばかりか、製錬に必須の無煙炭を朝鮮半島の清津から、石灰岩を九州から船で輸送することが可能な便利な位置にあった。

### 強制労働の実態
当時ニッケル鉱石の採掘は露天掘りの大江山鉱山で人海戦術を用いて行われたが、日本人鉱夫の多くが出征し人手が足りなくなると、学生、囚人が大量に投入され、さらに太平洋戦争の勃発にともなって香港、マレー半島、シンガポール、フィリピンなどで日本軍が捕獲した多数の連合軍捕虜が現場に投入された。この当時の状況は、フランク・エバンス著『Roll Call at Oeyama P.O.W. Remembers 大江山の点呼 捕虜は思い出す』（1985年、イギリスにて出版。日本語版は2009年7月に『憎悪と和解の大江山 ― あるイギリス兵捕虜の手記』として（株）彩流社より出版）に詳しく、戦争末年期の医薬食料事情悪化の中での栄養不足を中心とした状況が描かれている。
戦争末期の1945年（昭和20年）3月10日には、京都刑務所主管の受刑者による大江山採鉱隊が結成され、構外作業として300人が鉱業所に出勤した。
鉱山には監視人がおり、叩く、殴る、蹴るなどの暴力を振るったという。慰霊碑には過酷な労働で命を落とした者の名が刻まれている。監視人の中には労働者に食べ物を施した者もいたという。

### その後
1945年（昭和20年）の太平洋戦争の終戦にともない、大江山鉱山は閉山、岩滝製錬所もルッペの生産を停止し、施設維持のみを行う体制に移った。その後、1952年（昭和27年）になり、大江山製錬所の事業再開が計画され、大江山鉱山よりもはるかに良質な鉱石の、南太平洋のフランス領ニューカレドニアからの輸入が始まり、以後、今日に至っている。